# Bathynomus bruscai
Bathynomus bruscai är en kräftdjursart som beskrevs av Lowry och Dempsey 2006. Bathynomus bruscai ingår i släktet Bathynomus och familjen Cirolanidae. Inga underarter finns listade i Catalogue of Life.